# Hollywood Vampires (groupe)
Pour les articles homonymes, voir Hollywood Vampires.

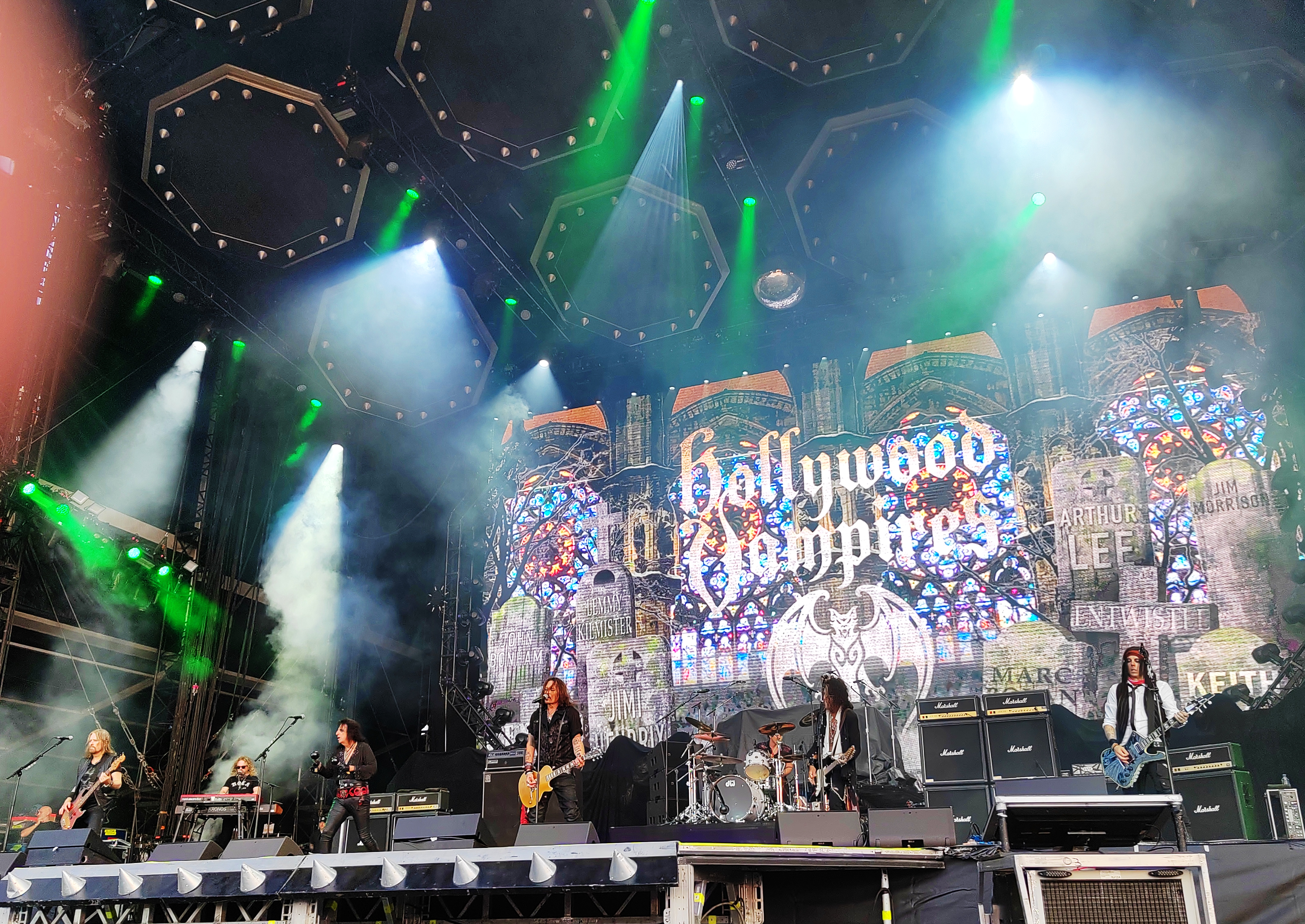
Hollywood Vampires au Hellfest 2023

Hollywood Vampires est un supergroupe de rock américain formé en 2015 par Alice Cooper, Johnny Depp et Joe Perry interprétant surtout des reprises de groupes rock des années 1970 mais composant également ses propres titres. Le nom du groupe est issu de The Hollywood Vampires (en), un club de boissons de célébrités formé par Cooper dans les années 1970 qui a notamment compté : John Lennon et Ringo Starr des Beatles, Keith Moon du groupe The Who et Micky Dolenz des Monkees. Les membres en tournée comprennent ou ont inclus Duff McKagan et Matt Sorum de Guns N' Roses, ainsi que Robert DeLeo de Stone Temple Pilots.
Le groupe a sorti deux albums studio avec des apparitions, entre autres de Paul McCartney, Dave Grohl, Joe Walsh et Christopher Lee.

## Origines
Le groupe tire à l'origine son nom d'un club de boissons, le The Hollywood Vampires (en), composé principalement de Cooper, Keith Moon, Ringo Starr, Micky Dolenz et Harry Nilsson avec des membres supplémentaires, dont John Lennon. La mission des vampires hollywoodiens originaux était de boire jusqu'à ce que personne ne puisse se lever. Cela a eu lieu au plus fort de la consommation d'alcool de Cooper dans les années 1970. Cooper parle plus en détail de l'incarnation Rainbow Bar des vampires d'Hollywood dans la biographie vidéo de 1991 Prime Cuts.

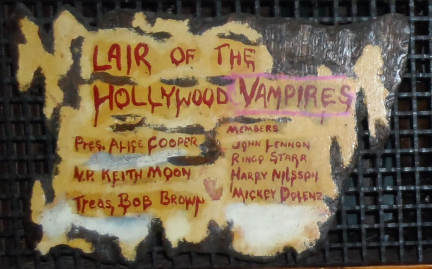
Une plaque au Rainbow Bar and Grill à West Hollywood qui rend hommage au club de boissons.

## Membres du groupe
| Membres actuels - Alice Cooper – lead and backing vocals, harmonica, rhythm guitar (2015–présent) - Johnny Depp – slide, rhythm and lead guitar, backing and lead vocals, keyboards (2015–présent) - Joe Perry – lead and rhythm guitar, backing and lead vocals (2015–présent) - Tommy Henriksen – rhythm and lead guitar, keyboards, backing vocals (2015–présent) | Musiciens de tournée actuels - Glen Sobel – drums (2017–présent) - Chris Wyse – bass, backing vocals (2018–présent) - Buck Johnson – keyboards, rhythm and lead guitar, backing vocals (2018–présent) Musiciens de tournée précédents - Duff McKagan – bass, backing vocals (2015–2016) - Brad Whitford – rhythm and lead guitar (2017) - Matt Sorum – drums, backing and lead vocals (2015–2017) - Bruce Witkin – keyboards, rhythm and lead guitar, percussion, backing and lead vocals (2015–2017) - Robert DeLeo – bass, backing vocals (2016–2017) | Musiciens de session - Bruce Witkin – bass, keyboards, rhythm and lead guitar (2015–2017) - Glen Sobel – drums (2015–présent) |

### Chronologie
Chronologie approximative des membres de Hollywood Vampires et de leur groupe en tournée.

## Discographie

### Albums studio
- Hollywood Vampires (Vampires d'Hollywood) (2015)
- Rise (en) (2019)